# 의릉관리소
의릉관리소(懿陵管理所)는 사적 204호로 지정된 의릉과 경내의 수목, 산림, 고건물등을 보호·관리하기 위하여 설립된 대한민국 문화재청 소속기관으로 의릉관리소장(6급)은 행정주사ㆍ임업주사 또는 시설주사로 보한다. 서울특별시 성북구 화랑로 32길 146-20에 위치하고 있다. 세계유산의 효율적인 관리를 위해 2012년 9월 12일 조선왕릉관리소 소속 지구관리소로 통합되면서 폐지되었다.

## 주요 업무
- 의릉(사적 제204호)의 문화재 보호
- 영휘원·숭인원(사적 제361호)문화재보호
- 능·원 경상관리시설물 관리
- 수목 및 산림의 보호·관리 및 생태계 보존쾌적한 관람환경 조성

## 소속 기관
- 의릉관리소 영휘원출장소

## 같이 보기
- 의릉